# È per il tuo bene
È per il tuo bene è un film italiano del 2020, diretto da Rolando Ravello con Vincenzo Salemme e Marco Giallini.
È il remake della pellicola spagnola Es por tu bien (C. Therón, 2017).

## Trama
Tre cognati sono insoddisfatti delle relazioni sentimentali delle loro figlie: Arturo, padre di Valentina, ragazza che ha dato buca al fidanzato Carlo all'altare, per stare con Alexia, una ragazza di origini africane; Sergio, padre di Sara che si è fidanzata con un fotografo, nonché donnaiolo molto più anziano di lei; e infine c'è Antonio, padre di Marta che si è innamorata di Simone in arte "Biondo", un rapper che scrive canzoni considerate da Antonio e sua moglie "volgari". 
I tre decidono così di aiutarsi a vicenda per rompere le loro storie d'amore: Antonio cercherà di incastrare Biondo con la droga; Sergio spingerà il compagno della figlia a tradirla; infine Arturo inscenerà un furto per poi incolpare Alexia. 
Tuttavia, proprio quando i loro piani stavano andando a buon fine, si renderanno conto che stavano facendo del male alle figlie, e quindi loro stessi le faranno riunire.

## Distribuzione
La pellicola è stata distribuita in streaming in Italia a partire dal 2 luglio 2020 su Prime Video.